# Simeliria vicina
Simeliria vicina är en insektsart som beskrevs av Victor Lallemand 1922. Simeliria vicina ingår i släktet Simeliria och familjen spottstritar. Inga underarter finns listade i Catalogue of Life.